# Aydin Ibrahimov
Aydin Ibrahimov (n. 17 septembrie 1938, Kirovabad, Republica Sovietică Socialistă Azerbaidjană, URSS – d. 2 septembrie 2021, Bakı, Azerbaidjan) a fost un luptător ce a reprezentat Uniunea Republicilor Sovietice Socialiste, medaliat olimpic. A participat la o ediție a Jocurilor Olimpice (1964) în care a câștigat o medalie de bronz.